# Aleardo Villa

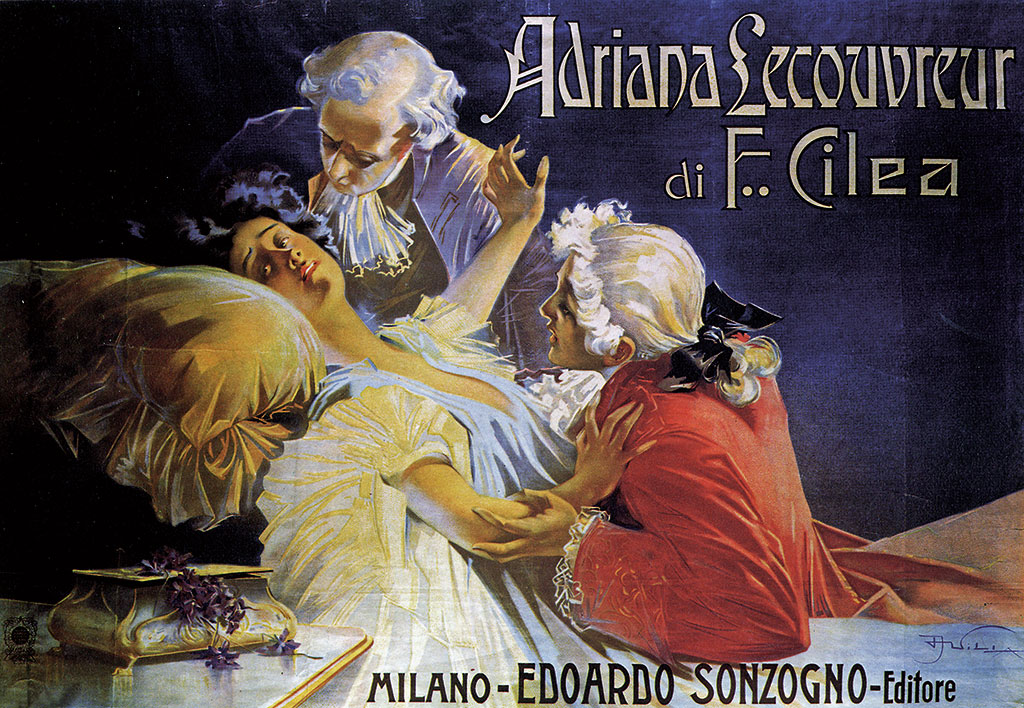
Aleardo Villa - Adriana Lecouvreur de Francesco Cilea

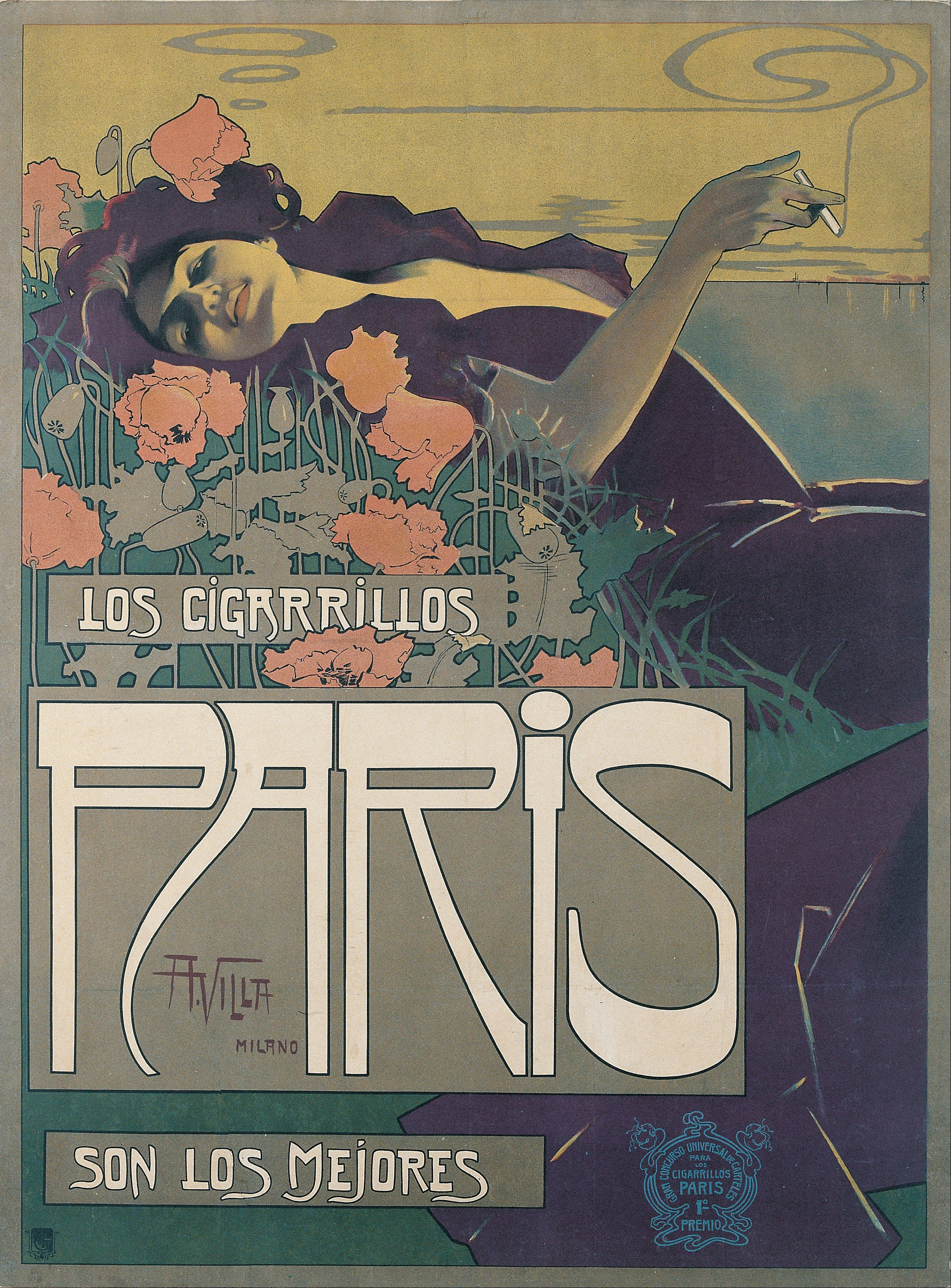
Aleardo Villa, Cigarrillos Paris, Conservat al MNAC

Aleardo Villa (Ravello, 12 de febrer de 1865 - Milà, 31 de desembre de 1906) va ser un pintor publicista i il·lustrador italià.
Alumne de Giuseppe Bertini i Bartolomeo Giuliano, Villa es va graduar a l'Acadèmia de Belles Arts de Brera. El 1891 exposa la seva obra a la Triennale di Brera Consolatrix afflictorum i guanya certa fama com a pintor. Té una certa habilitat compositiva i una preferència pels colors freds, s'especialitza en retrats, especialment de figures femenines. Uns anys més tard, però, deixa la pintura realista per dedicar-se al que ell anomena el grau de la pintura, és a dir, els gràfics. Bàsicament realitza la seva producció a cartellista per a la Casa Ricordi de Milà. Villa es va suïcidar la nit de cap d'any de 1907, a l'edat de 41 anys. El Museu Nacional d'Art de Catalunya conserva obra seva.

## Obres destacades
- 1897 - Regate di Pallanza
- 1898 - Grandi Magazzini Fratelli Bocconi
- 1899 - Confezioni Mele, magazine de Nàpols
- 1900 - Bitter Campari
- 1900 - Cordial Campari
- 1900 - Birra Poretti
- 1900 - Caffaro, magazine de Gènova
- 1900 - Adriana Lecouvreur de Francesco Cilea
- 1902 - Gas Aerogeno
- 1902 - Confezioni Mele, magazine de Nàpols
- 1905 - Oleoblitz
- 1907 - Papier à cigarettes JOB (Col·lecció JOB, calendari 1907)